# María José Demare
María José Demare (* 12. April 1949 in Buenos Aires) ist eine argentinische Schauspielerin und Tangosängerin.

## Leben
María José Demare ist die Tochter des Regisseurs Lucas Demare und der Schauspielerin Norma Castillo und Nichte des Pianisten und Komponisten Lucio Demare. Sie begann schon in ihrer Kindheit zu tanzen und absolvierte eine Gesangs- und Schauspielausbildung. Ihre ersten Plattenaufnahmen entstanden, als sie 19 Jahre alt war, darunter zwei von ihr komponierte Balladen. Später trat sie in dem Musical Hair auf und hatte Rollen in mehreren Filmen namhafter argentinischer Regisseure. In der Zeit der argentinischen Militärdiktatur lebte sie im Exil in Frankreich.
Nach ihrer Rückkehr nach Argentinien nahm sie das Album Viva María auf. 1989 trat sie im Café Mozart mit der Show Heridas auf, ihrer ersten Soloperformance als Tangosängerin. Ihre Show Sangre de Tango hatte 1996 Uraufführung im Café Tortoni. Im Café Homero kam die Show Tango y Carmín auf die Bühne, und in Mar del Plata führte sie das Stück El tango es Rubén Juárez mit Juárez selbst auf. Sie tourten 1987 mit dem Stück durch Argentinien, später auch durch Uruguay, Chile, Mexiko und die Vereinigten Staaten, wo Demare auch beim Tango Festival of Los Angeles auftrat.
1998 nahm sie am Cumbre Mundial de Tango de Lisboa teil, präsentierte Sangre de tango im El Moroco Tango und war Gast des Festival Buenos Aires Tango im Centro Cultural Recoleta. Nach einem Auftritt beim Festival de Cosquín tourte sie durch Spanien und Marokko und trat bei der Fiesta de San Isidro in Madrid und beim Festival de Alcantarillas in Murcia auf.
An dem Film Rosarigasinos war sie als Schauspielerin und Komponistin zweier Tangos nach Texten von Rodrigo Grande beteiligt, die von Federico Luppi gesungen wurden. 2002 war sie mit dem Song Cibernética Buenos Aires Finalistin beim Festival de la Canción in Cordona. Im gleichen Jahr erschien ihr Album Alquimia.

## Filme
- Los guerrilleros (Regie: Lucas Demare), 1965
- Pájaro loco (Regie: Lucas Demare), 1971
- Paño verde (Regie: Mario David), 1973
- La balada dal regreso (Regie: Oscar Barney Finn), 1974
- La madre María (Regie: Lucas Demare), 1974
- Los gauchos judíos (Die jüdischen Gauchos; Regie: Juan José Jusid), 1975
- La guerra del cerdo (Regie: Leopoldo Torre Nilsson), 1975
- Solamente ella (Regie: Lucas Demare), 1975
- Seis pasajes al infierno (Regie: Fernando Siro), 1981
- Contar hasta diez (Rückkehr in den Tod; Regie: Oscar Barney Finn), 1985
- Otra historia de amor (Regie: Américo Ortiz de Zárate), 1986
- Los Mensú (Fernsehfilm; Regie: José María Paolantonio und Víctor Selandari), 1986
- El viajero sin equipaje (Fernsehfilm; Regie: Oscar Barney Finn), 1987
- El prontuario del señor K (Fernsehfilm; Regie: Oscar Barney Finn), 1987
- Después de ayer (Regie: Hebert Posse Amorim), 1989
- El caso María Soledad (Regie: Héctor Olivera), 1993
- La maestra normal (Regie: Carlos Orgambide), 1996
- Rosarigasinos (Regie: Rodrigo Grande), 2001
- La diabla (Kurzfilm; Regie: Jorge Leandro Colás), 2003
- La esperanza (Regie: Francisco D’Intino), 2005
- Naranjo en flor (Regie: Antonio González-Vigil), 2008
- ¡Me robaron el papel picado! (Regie: Aníbal Di Salvo), 2009
- Peanuts One Dollar (Regie: Sebastián Mónaco), 2010
- Positivo (Regie: Sebastián Mónaco), 2015